# Virginio Merola
Virginio Merola (n. 14 februarie 1955, Santa Maria Capua Vetere, Campania, Italia) este un politician italian.